# Barão de Dempó
Barão de Dempó é um título nobiliárquico criado por D. Luís I de Portugal, por Decreto de 26 de Junho de 1873, em favor de Christin Govind Raiú Sinay Dempó.
Titulares
1. Christin Govind Raiú Sinay Dempó, 1.º Barão de Dempó.